# Marta Gil
Marta Gil est une actrice portugaise.

## Filmographie
- 1996 : Selva roja
- 1999 : La mujer más fea del mundo : Miss Barcelona
- 1999 : Pourquoi pas moi ? : Clara
- 2000 : Crims
- 2001 : Intacto : Claudia
- 2001 : Només per tu : Nina
- 2001 : Honolulu Baby : Marianna
- 2002 : Mirall trencat : Bàrbara
- 2004 : Face of Terror : Natalie